# Соціалістичний рух «Вперед»
Соціалістичний рух «Вперед» (рос. Социалистическое движение «Вперед») — російська ліворадикальна політична організація. Є російською секцією Четвертого інтернаціоналу. У 2011 році об'єдналася із «Соціалістичним спротивом» у Російський соціалістичний рух.

## Історія та діяльність
Організація діє з 2005 року. Має відділення в декількох регіонах Росії. У програмі Руху сказано, що він «вважає себе наступником революційної спадщини більшовизму, Міжнародної лівої опозиції і Четвертого Інтернаціоналу». «Вперед» вважає розвиток соціальних рухів у Росії необхідним елементом розвитку революційного руху та створення лівої антикапиталистичної партії: «Для того, щоб змінилася розстановка сил на політичній арені, потрібен потужний підйом соціального руху».
Організація бере активну участь у профспілковому і житловому русі, також «Вперед» долучився до кампанії проти реформи освіти, яка реалізується Урядом Росії. Підтримує зв'язки з різними профспілковими організаціями, зокрема — Конфедерацією праці Росії та Міжрегіональним об'єднанням робітничих профспілок «Захист праці», соціальними рухами, зокрема — Союзом координаційних рад та Інститутом «Колективна дія». За підтримки активістів «Вперед» створена Міжрегіональна профспілка працівників освіти «Вчитель».
Рух «Вперед» розвиває координацію і веде дискусію щодо перспектив об'єднання з рядом російських лівих організацій, перш за все, з «Соціалістичним опором», Лівим фронтом і Рухом опору імені Петра Алексєєва. Також організація співпрацює з лівими політичними структурами на території колишнього СРСР — українськими Організацією марксистів та журналом соціальної критики «Спільне», «Соціалістичним опором Казахстану», партією «Народний опір» у Молдові тощо.